# Hierro:rusticianina reductasa
La hierro:rusticianina reductasa (EC 1.16.9.1, Cyc2) es una enzima que cataliza la siguiente reacción química:
Por lo tanto los dos sustratos de esta enzima son un anión hierro en estado de oxidación +2 (ferroso), y una rusticianina oxidada; mientras que sus dos productos son hierro en estado de oxidación +3 (férrico) y una rusticianina reducida.

## Clasificación
Esta enzima pertenece a la familia de las oxidorreductasas, más específicamente a aquellas oxidorreductasas que actúan oxidando iones metálicos utilizando una cuproproteína como aceptor de electrones.

## Nomenclatura
El nombre sistemático de esta clase de enzimas es hierro(II):rusticianina reductasa. Otros nombres con los que se la conoce son hierro:rusticianina reductasa y rusticianina reductasa.

## Estructura y función
La enzima de Acidithiobacillus ferrooxidans forma parte de una cadena de transporte de electrones que tiene como fuente de electrones al Fe(II), y como aceptor final al oxígeno; permitiéndole a este microorganismo crecer quimiolitotróficamente en medios ácidos ricos en Fe(II). La enzima requiere para su función de la presencia de iones sulfato o selenato.
La cadena respiratoria comprende a esta enzima, a la cuproproteína rusticianina, citocromo c4, y una citocromo c oxidasa (EC 1.9.3.1) .
La rusticianina reductasa contiene un grupo heme de tipo c